# NGC 6666
NGC 6666 est une entrée du New General Catalogue qui concerne un corps céleste perdu ou inexistant  dans la constellation de la Lyre. Cet objet a été enregistré par l'astronome américain Edward Swift le 25 mai 1884.